# Reet petite
Reet petite is een liedje geschreven door Berry Gordy en Roquel Billy Davis alias Tyran Carlo. Het lied kreeg in de loop der jaren twee verschillende bijtitels in The finest girl you ever want to meet en The sweetest girl in town. De hoofdtitel kwam van een liedje van Louis Jordan Reet, petite and gone (lied- en filmtitel) uit 1947. De eerste die het opnam was Jackie Wilson, een neef van Roquel. Muziekproducent Dick Jacobs was tevens koor/orkestleider en arrangeur. In de loop der jaren verscheen een aantal covers, waaronder retrorockers Showaddywaddy. Opvallend is dat onder de coverzangers zich relatief veel Vlamingen bevinden. Günther Neefs en Helmut Lotti zongen het. De Strangers kwamen met een eigen versie 'n Rettepetet. De single werd ook een aantal keren aangehaald in liedjes, David Bowie noemde het bijvoorbeeld in Red money; Van Morrison in Jackie Wilson said.
Het plaatje had een zo'n groot succes dat Gordy vanuit de inkomsten de oprichting van Motown Records (mede) kon bekostigen.

## Jackie Wilson
Reet petite werd de debuutsingle van Jackie Wilson, nadat hij The Dominoes had verlaten. Het werd het grootste succes van deze Amerikaanse artiest. Het origineel werd uitgebracht in september 1957. Wilson overleed in 1984. In 1986-1987 kreeg de plaat opnieuw populariteit toen Giblets een animatiefilmpje met klei als grondstof maakte ten behoeve van een televisiereclame voor het jeansmerk Levi's. Reet petite schoot in veel landen in Europa de hitparades in. De single hoes bevat een afbeelding uit het klei-animatie filmpje.

## Hitnotering
In 1957 behaalde de plaat in Wilson's thuisland de Verenigde Staten slechts de 62e positie in de Billboard Hot 100. In de Britse singlelijst schoof de plaat in veertien weken door naar een zesde positie.
De heruitgave uit november 1986, ruim twee jaar na het overlijden van Wilson, deed het in Europa beter. In het Verenigd Koninkrijk behaalde de plaat vier weken lang de nummer 1-positie in de UK Singles Chart (zeventien weken notering). In Nederland was de plaat op 1 januari 1987 de TROS Paradeplaat op Radio 3 en werd een hit in de twee hitlijsten op de nationale publieke popzender. De plaat bereikte de nummer 1-positie in de Nationale Hitparade Top 100 en de Nederlandse Top 40. In de pan-Europese hitlijst op Radio 3, de TROS Europarade, werd op 15 maart 1987 eveneens de nummer 1-positie bereikt. Ook in Vlaanderen bereikte de plaat de nummer 1-positie in zowel de voorloper van de Ultratop 50 als de Radio 2 Top 30.

### Nederlandse Top 40
| Hitnotering: 24-01-1987 t/m 04-04-1987 | Hitnotering: 24-01-1987 t/m 04-04-1987 | Hitnotering: 24-01-1987 t/m 04-04-1987 | Hitnotering: 24-01-1987 t/m 04-04-1987 | Hitnotering: 24-01-1987 t/m 04-04-1987 | Hitnotering: 24-01-1987 t/m 04-04-1987 | Hitnotering: 24-01-1987 t/m 04-04-1987 | Hitnotering: 24-01-1987 t/m 04-04-1987 | Hitnotering: 24-01-1987 t/m 04-04-1987 | Hitnotering: 24-01-1987 t/m 04-04-1987 | Hitnotering: 24-01-1987 t/m 04-04-1987 | Hitnotering: 24-01-1987 t/m 04-04-1987 | Hitnotering: 24-01-1987 t/m 04-04-1987 |
| Week                                   | 1                                      | 2                                      | 3                                      | 4                                      | 5                                      | 6                                      | 7                                      | 8                                      | 9                                      | 10                                     | 11                                     |                                        |
| -------------------------------------- | -------------------------------------- | -------------------------------------- | -------------------------------------- | -------------------------------------- | -------------------------------------- | -------------------------------------- | -------------------------------------- | -------------------------------------- | -------------------------------------- | -------------------------------------- | -------------------------------------- | -------------------------------------- |
| Positie                                | 18                                     | 7                                      | 2                                      | 1                                      | 1                                      | 2                                      | 2                                      | 7                                      | 8                                      | 16                                     | 31                                     | uit                                    |

### Nationale Hitparade Top 100
| Hitnotering: 17-01-1987 t/m 01-05-1987 | Hitnotering: 17-01-1987 t/m 01-05-1987 | Hitnotering: 17-01-1987 t/m 01-05-1987 | Hitnotering: 17-01-1987 t/m 01-05-1987 | Hitnotering: 17-01-1987 t/m 01-05-1987 | Hitnotering: 17-01-1987 t/m 01-05-1987 | Hitnotering: 17-01-1987 t/m 01-05-1987 | Hitnotering: 17-01-1987 t/m 01-05-1987 | Hitnotering: 17-01-1987 t/m 01-05-1987 | Hitnotering: 17-01-1987 t/m 01-05-1987 | Hitnotering: 17-01-1987 t/m 01-05-1987 | Hitnotering: 17-01-1987 t/m 01-05-1987 | Hitnotering: 17-01-1987 t/m 01-05-1987 | Hitnotering: 17-01-1987 t/m 01-05-1987 | Hitnotering: 17-01-1987 t/m 01-05-1987 | Hitnotering: 17-01-1987 t/m 01-05-1987 | Hitnotering: 17-01-1987 t/m 01-05-1987 |
| Week                                   | 1                                      | 2                                      | 3                                      | 4                                      | 5                                      | 6                                      | 7                                      | 8                                      | 9                                      | 10                                     | 11                                     | 12                                     | 13                                     | 14                                     | 15                                     |                                        |
| -------------------------------------- | -------------------------------------- | -------------------------------------- | -------------------------------------- | -------------------------------------- | -------------------------------------- | -------------------------------------- | -------------------------------------- | -------------------------------------- | -------------------------------------- | -------------------------------------- | -------------------------------------- | -------------------------------------- | -------------------------------------- | -------------------------------------- | -------------------------------------- | -------------------------------------- |
| Positie                                | 29                                     | 5                                      | 2                                      | 1                                      | 1                                      | 1                                      | 2                                      | 2                                      | 4                                      | 14                                     | 21                                     | 29                                     | 52                                     | 77                                     | 97                                     | uit                                    |

### TROS Europarade
Hitnotering: 28-12-1986 t/m 10-05-1987. Hoogste notering: #1 (1 week).

### Vlaamse Radio 2 Top 30
| Hitnotering: 24-01-1987 t/m 01-05-1987 | Hitnotering: 24-01-1987 t/m 01-05-1987 | Hitnotering: 24-01-1987 t/m 01-05-1987 | Hitnotering: 24-01-1987 t/m 01-05-1987 | Hitnotering: 24-01-1987 t/m 01-05-1987 | Hitnotering: 24-01-1987 t/m 01-05-1987 | Hitnotering: 24-01-1987 t/m 01-05-1987 | Hitnotering: 24-01-1987 t/m 01-05-1987 | Hitnotering: 24-01-1987 t/m 01-05-1987 | Hitnotering: 24-01-1987 t/m 01-05-1987 | Hitnotering: 24-01-1987 t/m 01-05-1987 | Hitnotering: 24-01-1987 t/m 01-05-1987 | Hitnotering: 24-01-1987 t/m 01-05-1987 | Hitnotering: 24-01-1987 t/m 01-05-1987 | Hitnotering: 24-01-1987 t/m 01-05-1987 |
| Week                                   | 1                                      | 2                                      | 3                                      | 4                                      | 5                                      | 6                                      | 7                                      | 8                                      | 9                                      | 10                                     | 11                                     | 12                                     | 13                                     |                                        |
| -------------------------------------- | -------------------------------------- | -------------------------------------- | -------------------------------------- | -------------------------------------- | -------------------------------------- | -------------------------------------- | -------------------------------------- | -------------------------------------- | -------------------------------------- | -------------------------------------- | -------------------------------------- | -------------------------------------- | -------------------------------------- | -------------------------------------- |
| Positie                                | 12                                     | 2                                      | 2                                      | 1                                      | 1                                      | 1                                      | 1                                      | 1                                      | 3                                      | 4                                      | 6                                      | 21                                     | uit                                    |                                        |

### Vlaamse Ultratop 50
| Hitnotering: 17-01-1987 t/m 08-05-1987 | Hitnotering: 17-01-1987 t/m 08-05-1987 | Hitnotering: 17-01-1987 t/m 08-05-1987 | Hitnotering: 17-01-1987 t/m 08-05-1987 | Hitnotering: 17-01-1987 t/m 08-05-1987 | Hitnotering: 17-01-1987 t/m 08-05-1987 | Hitnotering: 17-01-1987 t/m 08-05-1987 | Hitnotering: 17-01-1987 t/m 08-05-1987 | Hitnotering: 17-01-1987 t/m 08-05-1987 | Hitnotering: 17-01-1987 t/m 08-05-1987 | Hitnotering: 17-01-1987 t/m 08-05-1987 | Hitnotering: 17-01-1987 t/m 08-05-1987 | Hitnotering: 17-01-1987 t/m 08-05-1987 | Hitnotering: 17-01-1987 t/m 08-05-1987 | Hitnotering: 17-01-1987 t/m 08-05-1987 | Hitnotering: 17-01-1987 t/m 08-05-1987 | Hitnotering: 17-01-1987 t/m 08-05-1987 | Hitnotering: 17-01-1987 t/m 08-05-1987 |
| Week                                   | 1                                      | 2                                      | 3                                      | 4                                      | 5                                      | 6                                      | 7                                      | 8                                      | 9                                      | 10                                     | 11                                     | 12                                     | 13                                     | 14                                     | 15                                     | 16                                     |                                        |
| -------------------------------------- | -------------------------------------- | -------------------------------------- | -------------------------------------- | -------------------------------------- | -------------------------------------- | -------------------------------------- | -------------------------------------- | -------------------------------------- | -------------------------------------- | -------------------------------------- | -------------------------------------- | -------------------------------------- | -------------------------------------- | -------------------------------------- | -------------------------------------- | -------------------------------------- | -------------------------------------- |
| Positie                                | 31                                     | 14                                     | 7                                      | 2                                      | 1                                      | 1                                      | 1                                      | 1                                      | 2                                      | 4                                      | 5                                      | 8                                      | 14                                     | 21                                     | 26                                     | 38                                     | uit                                    |

### NPO Radio 2 Top 2000
| Nummer met noteringen in de NPO Radio 2 Top 2000 | '99  | '00  | '01  |
| ------------------------------------------------ | ---- | ---- | ---- |
| Reet Petite                                      | 1925 | 1900 | 1993 |

1. ↑  Een vetgedrukt getal geeft de hoogste notering aan.
2. ↑  Deze tabel is bijgewerkt tot en met de laatste editie (2024).

## Betekenis
Reet petite is afkomstig uit de zin She’s reet, petite and gone van Jordan; hetgeen zou betekenen: Ze is rechtvaardig, klein en weg. In een Noord-Engels dialect kan reet ook staan voor “erg”, hetgeen ook in het Nederlands terug te vinden is in 'retegoed'. NB. Let op het verschil in kommagebruik tussen het originele gebruik en dat in de single.